# 947 Monterosa
947 Monterosa
947 Monterosa là một tiểu hành tinh bay quanh Mặt Trời.